# ماكسيميليانو باجتير
ماكسيميليانو باجتير (بالإسبانية: Maximiliano Bajter)‏ (1 مارس 1986 بمونتفيدو في الأوروغواي - ) هو لاعب كرة قدم أوروغواني في مركز الوسط. لعب مع بنيارول وذي سترونغيست ونادي بران وتيبورونيس روخوس دي فيراكروز ويونيون لا كاليرا وسنترو أتلتيكو فينكس ‏.

## روابط خارجية
- ماكسيميليانو باجتير على موقع قاعدة بيانات كرة القدم.إي يو (الإنجليزية)
- ماكسيميليانو باجتير على موقع Soccerway.com (الإنجليزية)
- ماكسيميليانو باجتير على موقع AS.com (الإسبانية)